# Parlement de la Tunisie
Palais du Bardo
Le Parlement tunisien (en arabe : البرلمان التونسي, Al-Barlamān at-Tūnsī) est l'institution bicamérale exerçant le pouvoir législatif de la République tunisienne. 
Après l'élection d'une assemblée constituante en 1956, la Constitution de 1959 crée l'Assemblée nationale, devenue la Chambre des députés en 1981. La réforme constitutionnelle du 1er juin 2002 crée une seconde chambre, le parlement devenant ainsi bicaméral ; il se trouve dès lors composé de la Chambre des députés, devenue la chambre basse, et de la Chambre des conseillers, la nouvelle chambre haute.
Durant la période transitoire suivant la révolution de 2011, le parlement compte à nouveau une seule chambre, l'assemblée constituante, configuration confirmée par la création de l'Assemblée des représentants du peuple (ARP) par la Constitution de 2014.
La Constitution tunisienne de 2022 restaure une chambre haute, dénommée le Conseil national des régions et des districts (CNRD).

## Histoire parlementaire
Les premières élections législatives ont lieu en 1959, en même temps que l'élection du président de la République, après que l'Assemblée constituante a terminé la rédaction de la Constitution républicaine.
En 2002, le président Zine el-Abidine Ben Ali organise le premier référendum qui a pour but de modifier les conditions de la candidature à la présidence de la République ainsi que de créer la Chambre des conseillers.
À la suite de la révolution de 2011, la Chambre des députés est présidée lors de sa séance du 4 février 2011 par son vice-président, Sahbi Karoui, après le départ du président en titre, Fouad Mebazaa, devenu président de la République par intérim. Les deux chambres votent les pleins pouvoirs à ce dernier, qui peut désormais gouverner par décrets-lois. Dès lors, elles cessent leur activité puis sont dissoutes en vertu du décret-loi du 23 mars 2011 portant organisation provisoire des pouvoirs publics, avant d'être remplacées par la Haute instance pour la réalisation des objectifs de la révolution, de la réforme politique et de la transition démocratique puis par une nouvelle Assemblée constituante, élue le 23 octobre 2011.
À la suite de ce scrutin, celle-ci élit un président de la République et vote la confiance au nouveau gouvernement. Elle suspend aussi la Constitution de 1959 et la remplace par la loi constituante de 2011. La Constitution promulguée le 10 février 2014 marque la création de l'Assemblée des représentants du peuple.
Le 25 juillet 2021, le président Kaïs Saïed, invoquant l'article 80 de la Constitution, suspend les travaux de l'assemblée et annonce la levée de l'immunité de tous les députés. Le 22 septembre, il annonce le prolongement des décisions et décide de suspendre les salaires et les bénéfices accordés au président de l'assemblée et ses membres. Le 30 mars 2022, sur la base de l'article 72 de la Constitution, le président dissout le parlement.
La Constitution tunisienne de 2022 restaure une chambre haute, dénommée le Conseil national des régions et des districts.
| Date        | Constitution                        | Chambre haute | Chambre basse |
| ----------- | ----------------------------------- | --- | --- |
| 1956-1959   | Décret du 21 septembre 1955         | Assemblée nationale constituante                                                                                            | Assemblée nationale constituante                                                                                            |
| 1959-1981   | Constitution de 1959                | Assemblée nationale | Assemblée nationale |
| 1981-2002   | Constitution de 1959                | Chambre des députés | Chambre des députés |
| 2002-2011   | Constitution de 1959                | Chambre des conseillers | Chambre des députés |
| 2011        | Décret du 23 mars 2011              | Haute instance pour la réalisation des objectifs de la révolution, de la réforme politique et de la transition démocratique | Haute instance pour la réalisation des objectifs de la révolution, de la réforme politique et de la transition démocratique |
| 2011-2014   | Loi constituante tunisienne de 2011 | Assemblée nationale constituante                                                                                            | Assemblée nationale constituante                                                                                            |
| 2014-2021   | Constitution de 2014                | Assemblée des représentants du peuple                                                                                       | Assemblée des représentants du peuple                                                                                       |
| Depuis 2022 | Constitution de 2022                | Conseil national des régions et des districts                                                                               | Assemblée des représentants du peuple                                                                                       |

## Organes

### Sous la Constitution de 1959
La Chambre des députés est la chambre basse du parlement, élue pour un mandat de cinq ans au suffrage universel, libre, direct et secret. Chaque député représente 65 000 habitants. Tout candidat doit remplir les critères suivants : être électeur, avoir 23 ans révolus le jour du dépôt de la candidature, être de nationalité tunisienne et né de père ou de mère tunisien.
Les députés sont élus en un tour de scrutin par vote sur listes. L'électeur choisit une liste, sans remplacer les noms qui y figurent, et doit la mettre, à l'exclusion de toute autre, dans l'enveloppe prévue à cet effet. Les demandes de candidature sont présentées au gouverneur ou à son représentant au cours de la cinquième semaine précédant le jour du scrutin.
La Chambre des députés se réunit chaque année en session ordinaire, du mois d'octobre au mois de juillet. La première session de chaque législature débute dans le courant de la première quinzaine de novembre.
La Chambre des conseillers est la chambre haute du parlement. Elle est élue pour un mandat de six ans selon la composition suivante :
- 43 membres élus à l'échelle régionale parmi les élus locaux, chaque gouvernorat élisant un membre lorsque son nombre d'habitants est inférieur à 250 000, deux lorsque son nombre d'habitants est égal ou supérieur à 250 000 ;
- 42 membres élus à l'échelle nationale parmi les membres des organisations professionnelles regroupant les employeurs (UTICA), les agriculteurs (UTAP) et les salariés (UGTT)[6] ; ces listes doivent comprendre deux fois plus de candidats que de sièges à pourvoir ;
- 41 membres nommés parmi les « personnalités et compétences nationales » ; le président Zine el-Abidine Ben Ali les désigne le 1er août 2005.

Tout candidat doit remplir les critères suivants : être électeur, avoir 40 ans révolus le jour du dépôt de la candidature, être de nationalité tunisienne et né de père ou de mère tunisien.

### Assemblées constituantes
La Tunisie a connu deux assemblées constituantes : la première, en place de 1956 à 1959, et la seconde de 2011 à 2014.

### Sous la Constitution de 2014
L'Assemblée des représentants du peuple est élue pour un mandat de cinq ans au suffrage universel direct par les citoyens tunisiens âgés de 18 ans et plus. Les Tunisiens résidant à l'étranger y sont représentés. L'élection a lieu au scrutin proportionnel dans le cadre de circonscriptions élisant de un à dix représentants.
D'après l'article 53 de la Constitution, peut être candidat aux législatives tout électeur détenant la nationalité tunisienne depuis dix ans au moins, âgé d'au moins 23 ans lors de la présentation de sa candidature et qui ne se trouve dans aucun des cas d'interdiction prévus par la loi. Les articles 55 et 56 précisent que les membres de l'Assemblée des représentants du peuple sont élus au suffrage universel, libre, direct et secret pour un mandat de cinq ans, au cours des soixante derniers jours du mandat parlementaire, tout en garantissant le droit de vote et de représentativité des Tunisiens de l'étranger en son sein.
Le scrutin est proportionnel ; les 217 sièges sont ainsi pourvus pour cinq ans au scrutin proportionnel plurinominal à listes bloquées dans 27 circonscriptions électorales de quatre à dix sièges en Tunisie même, totalisant 199 sièges, et six circonscriptions pour les Tunisiens de l'étranger (deux circonscriptions de cinq sièges en France, une circonscription de trois sièges en Italie, une d'un siège en Allemagne, une de deux sièges pour le reste de l'Europe et le continent américain et une autre de deux sièges également pour les pays arabes et le reste du monde donnant les 18 sièges restants). Une fois le décompte des suffrages effectué, la répartition des sièges se fait dans un premier temps sur la base du quotient électoral, puis sur la base du plus fort reste.

## Siège
Jusqu'en 2011, la Chambre des députés siège au palais du Bardo, la Chambre des conseillers dans un autre bâtiment situé dans la même ville.
En 2011, la Haute instance pour la réalisation des objectifs de la révolution, de la réforme politique et de la transition démocratique siège dans le bâtiment de la Chambre des conseillers jusqu'à la dissolution des deux entités. L'assemblée constituante siège au palais du Bardo de 2011 à 2014.
Depuis le 2 décembre 2014, c'est l'Assemblée des représentants du peuple, le parlement monocaméral établi à la suite des élections législatives du 26 octobre, qui siège au palais du Bardo.